# Viação Canoense
Viação Canoense S.A. (también conocida por sus siglas VICASA) es una empresa de transporte urbano metropolitano con sede en la ciudad de Canoas, estado de Rio Grande do Sul. Se encuentra inscrita en DAER con el número 21. Su código en SETM de Metroplan es el 30.

## Historia
La empresa inició sus operaciones con la creación de la empresa Socal, Sociedade de Ônibus Canoense Ltda., en 1947, formado por catorce comerciantes.
En 1965, con la adquisición de otras compañías de autobuses en la región, la verdadera vocación de Vicasa, transporte de pasajeros, se estaba volviendo más definido y fortalecido. Los primeros autobuses fueron importados, cuerpo de madera y acero. Con los años, la flota se convirtió en los servicios más modernos, mejor.
Hoy en día, Vicasa es una de la mayor empresa de autobuses en el área metropolitana, al servicio de los municipios de Porto Alegre, Canoas, Cachoeirinha y Gravataí (donde estos dos, la operación de las líneas interurbanas también se hace por Transcal, la misma empresa propietaria) .
Dispone de una gran flota que opera en los servicios urbanos e interurbanos, además del transporte universitario del servicio DCE de ULBRA e industrial.

## Flota
La flota de Viação Canoense consta de autobuses estándar, articulados y ejecutivos con carrocerías Caio, Neobus, Marcopolo y Thamco (de origen nacional) todos montados en chasis Iveco, Mercedes-Benz, Volkswagen y Volvo.

## Curiosidades
- La empresa no tiene autobuses urbanos con aire acondicionado, pero tiene accesibilidad con piso bajo.
- La empresa fue uno de los primeros en tener autobuses con chasis Volkswagen. El primer modelo fue un 16.180 CO con motor delantero y carrocería Caio Vitoria.
- La empresa tiene una de las flotas más antiguas, como en los próximos modelos de ventaja de la empresa asociada Sogal.